# Abraxas tacticolor
Abraxas tacticolor är en fjärilsart som beskrevs av Rayner 1903. Abraxas tacticolor ingår i släktet Abraxas och familjen mätare. Inga underarter finns listade i Catalogue of Life.